# Medihala, Kolar
Medihala là một làng thuộc tehsil Kolar, huyện Kolar, bang Karnataka, Ấn Độ.